# Großsteingräber bei Semlow
Die Großsteingräber bei Semlow sind drei megalithische Grabanlagen der jungsteinzeitlichen Trichterbecherkultur bei Semlow im Landkreis Vorpommern-Rügen (Mecklenburg-Vorpommern). Sie tragen die Sprockhoff-Nummern 513–515. Grab 1 wird von Ernst Sprockhoff als Großsteingrab Palmzin geführt.

## Lage
Grab 1 befindet sich etwa 200 m westlich von Semlow, kurz vor einem kleinen Waldstück. Grab 2 befindet sich 400 m östlich hiervon direkt am Ortsrand. Grab 2 liegt 650 m südlich von Grab 1 etwa 100 m südlich der Straße nach Plennin. 2,4 km südöstlich befindet sich das Großsteingrab Wohsen, 3,7 km nordwestlich liegen die Großsteingräber bei Tribohm.
Die Gräber wurden von verschiedenen Forschern unterschiedlich benannt und nummeriert. Im Folgenden wird das System von Ewald Schuldt übernommen.
| Sprockhoff     | Schuldt  |
| -------------- | -------- |
| Palmzin (515)  | Semlow 1 |
| Semlow 1 (513) | Semlow 2 |
| Semlow 2 (514) | Semlow 3 |

## Beschreibung

### Grab 1
Grab 1 besitzt ein ost-westlich orientiertes, annähernd rechteckiges Hünenbett mit einer Länge von 24,5 m und einer Breite von 5 m. Es verjüngt sich nach Westen nur unwesentlich. Die steinerne Umfassung ist nur unvollständig erhalten. In der östlichen Hälfte, nahe an der Mitte des Hünenbetts befindet sich die quergestellte Grabkammer, bei der es sich um einen Urdolmen handelt. Von ihr sind der Wandstein der östlichen Langseite und der südliche Abschlussstein in situ erhalten. Ein schmaler Stein an der westlichen Langseite ist in die Kammer geneigt. Ein zweiter schmaler Stein an dieser Seite fehlt, ebenso der nördliche Abschlussstein und der Deckstein. Die Kammer hat eine Länge von 2 m und eine Breite von 1 m. Nach Sprockhoffs Einschätzung könnten noch Reste der Bestattung erhalten sein.

### Grab 2
Grab 2 besitzt ein ost-westlich orientiertes trapezförmiges Hünenbett. Von der Umfassung sind an der Nordseite noch 12–14 und an der Südseite noch 13–14 Steine erhalten. An der westlichen Schmalseite steht noch ein Stein, an der östlichen keiner. Die Länge des Hünenbetts kann daher nicht sicher bestimmt und nur auf etwa 25 m geschätzt werden. Die Breite beträgt 7 m im Osten und 5 m im Westen. Am Ostende befindet sich die quergestellte Grabkammer, die als Großdolmen anzusprechen ist. Alle drei Wandsteine der östlichen Langseite stehen noch in situ, ebenso der südliche und mittlere Stein der Westseite, der nördliche, wahrscheinlich sehr große, fehlt. An der nördlichen Schmalseite stehen zwei Abschlusssteine in situ, der südliche Abschlussstein fehlt. Auch die Decksteine sind nicht mehr vorhanden. Ein Stein in der Nordostecke der Kammer lässt sich nicht zuordnen. Der Zugang dürfte sich im Süden befunden haben. Die Kammer hat eine Länge von 3,5 m und eine Breite von 1,8 m. Reste der Bestattung könnten noch erhalten sein.

### Grab 3
Grab 3 besitzt ein nord-südlich orientiertes trapezförmiges Hünenbett mit einer Länge von 23,5 m und einer Breite von 8,5 m im Süden bzw. 6 m im Norden. Die Hügelschüttung ist noch gut erhalten, ebenso die Umfassung, die lediglich an der nördlichen Schmalseite größere Lücken aufweist. Im südlichen Teil des Hünenbetts befindet sich die Grabkammer. Obwohl nur ein einzelner Deckstein mit einer Länge von 2,5 m und einer Breite von 1,4 m herausragt und der Rest der Kammer vollständig mit Erde bedeckt ist, wurde sie von Ewald Schuldt als Großdolmen klassifiziert. Ernst Sprockhoff ordnete sie lediglich allgemein als Dolmen ein.